# Desacceleració voluntària
La desacceleració voluntària(en anglès downshifting) és un comportament social o tendència en la qual els individus viuen vides més simples per escapar del materialisme obsessiu i reduir la tensió, l'estrès i els trastorns psicològics que l'acompanyen. Es posa l'accent a trobar un equilibri millor entre l'oci i el treball, i centra els objectius de la vida en la realització personal i la construcció de relacions en lloc del consumisme i l'èxit econòmic.

## Valors i motius
Extracte del Manifest de Downshifting escrit per Tracy Smith:

Els diners - Estem envoltats per la cultura del crèdit del "Compri ara, pagui després" i hem oblidat el valor dels nostres ingressos reals.
Com més diners gastem, més temps hem de treballar per pagar-ho.
Recorda - Les millors coses en la vida són gratis.
Torna a aprendre el valor dels diners i viu amb el que guanya.
Temps - 
Quin sentit té posseir una fortuna, si no tenim temps per gastar-la? 
Recorda - El regal més important és el temps.
Gaudeix de més temps amb les persones més importants de la teva vida.

Alentir el ritme de la vida i passar el temps de manera significativa minimitzant l'ús dels diners són els valors principals del moviment. Un altre principi important és gaudir de temps lliure en companyia d'uns altres, especialment sers estimats, evitant l'egoisme i l'aïllament de la societat postmoderna.
Les principals motivacions per canviar de velocitat són guanyar temps lliure, escapar del treball i dels béns innecessaris que acumulem.
En la pràctica implica una varietat de canvis de comportament i estil de vida. La majoria d'aquestes reduccions són decisions voluntàries, però esdeveniments naturals del cicle vital com la pèrdua d'una ocupació o el naixement d'un nen, que poden conduir al canvi.